# Anime News Network
Anime News Network (ANN) ist eine englischsprachige Website und berichtet hauptsächlich über Animes, Mangas und japanische Popmusik im japanischen und englischsprachigen Raum. Es existieren verschiedene, leicht angepasste Ausgaben für verschiedene Regionen: eine nordamerikanische, eine britische und eine australische Ausgabe. Die Redaktion der Seite brachte außerdem das Fanmagazin Protoculture Addicts heraus, das zuletzt 2008 erschienen ist.

## Angebot
Neben Nachrichtenmeldungen und Kolumnen bietet die Seite eine umfassende Datenbank mit Einträgen zu Anime- und Mangatiteln sowie Künstlern, Produzenten und Unternehmen dieses Bereichs und ist teilweise mit einem Wiki vergleichbar. Die ANN-Enzyklopädie enthielt im März 2021 über 9900 Einträge zu Animes, über 12.500 Einträge zu Mangas und über 185.000 Einträge zu Personen. Von angemeldeten Benutzern wurden über 2,7 Millionen Bewertungen angegeben. Darüber hinaus findet man auch Interviews, Blogs und Foren zu den genannten Themen auf der Seite. Auch Streaming von Anime-Trailern und Serienfolgen wird angeboten.

## Geschichte
Gegründet wurde ANN im Juli 1998 von Justin Sevakis. Im Mai 2000 stieß der aktuelle Chefredakteur Christopher Macdonald zur Seite und ersetzte Isaac Alexander. Die Encyclopedia genannte Datenbank von Titeln, Personen und Unternehmen wurde im Juli 2002 gestartet. Bereits 2004 bezeichnete Sci Fi Weekly ANN als beste (englischsprachige) Informationsquelle zu Anime und Manga mit umfangreichem und aktuellem Angebot. Im selben Jahr erwarben die Betreiber der Website das Fanmagazin Protoculture Addicts und brachten es von da an heraus, die Redaktion der ANN und die der Zeitschrift arbeiteten von da an einander zu.
Seit Januar 2007 wird eine auf das australische Publikum ausgerichtete Plattform angeboten. Im Juli 2008 startete die Plattform ANNtv, auf der zunächst Trailer gezeigt wurden. Mittlerweile werden in Zusammenarbeit mit der Plattform Crunchyroll auch ganze Serien angeboten. Ebenfalls im Juli 2008 erschien mit Nummer 97 das bisher letzte Heft des Magazins Protoculture Addicts.